# Michael Lee (żużlowiec)
Michael Andrew Lee (ur. 11 grudnia 1958 w Cambridge) – brytyjski żużlowiec, występujący również na długim torze.

## Życiorys
Sześciokrotny finalista Indywidualnych Mistrzostw Świata, mistrz świata z 1980 r. z Göteborga. Mistrz Świata z 1981 roku w wyścigach żużlowych na długim torze. Był także dwukrotnym indywidualnym mistrzem Anglii w 1977 oraz 1978 roku.

## Przynależność klubowa
Wielka Brytania
- Boston Barracudas (1975)
- King’s Lynn Stars (1975–1982)
- Poole Pirates (1983–1984)
- King’s Lynn Stars (1985–1986)
- King’s Lynn Stars (1991)

## Osiągnięcia
Indywidualne Mistrzostwa Świata
- 1977 –  Göteborg – 4. miejsce – 12+2 pkt → wyniki
- 1978 –  Londyn – 7. miejsce – 9 pkt → wyniki
- 1979 –  Chorzów – 3. miejsce – 11+3 pkt → wyniki
- 1980 –  Göteborg – 1. miejsce – 14 pkt → wyniki
- 1981 –  Londyn – 10. miejsce – 5 pkt → wyniki
- 1983 –  Norden – 3. miejsce – 11 pkt → wyniki